# Batería de ion de sodio

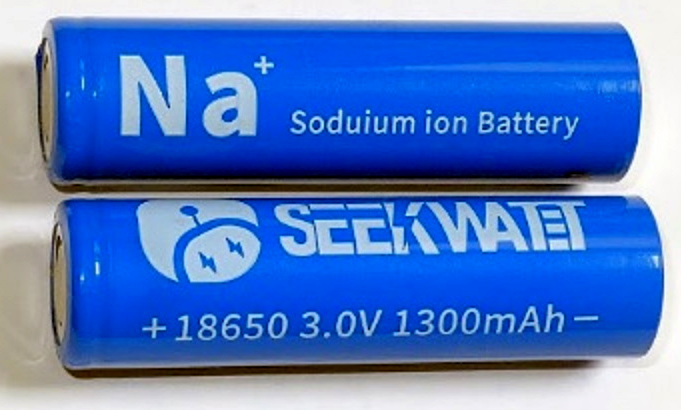
Baterías de ion sodio

La batería de ion de sodio o batería de sodio-ion es un tipo de batería recargable que utiliza iones de sodio (Na+) como portadores de carga eléctrica. Su principio de funcionamiento y la construcción de sus celdas son casi idénticos a los de la batería de ion de litio, pero sustituyendo el litio por sodio. Las baterías de ion de sodio recibieron interés académico y comercial en las décadas de 2010 y 2020, debido en gran parte a la desigual distribución geográfica, el elevado impacto ambiental y el alto coste de muchos de los materiales necesarios para las baterías de iones de litio. Entre ellos destacan el litio, el cobalto, el cobre y el níquel, que no son estrictamente necesarios para muchos tipos de baterías de iones de sodio. La mayor ventaja de las baterías de iones de sodio es la abundancia de sodio en la naturaleza. Los retos para la adopción de las baterías de ion de sodio incluyen la baja densidad energética y los insuficientes ciclos de carga-descarga.
CATL comenzará la producción de la segunda generación de sus baterías de sodio en 2025. Hasta 2022, las baterías de iones de sodio no habían adquirido importancia comercial, pero esto cambió gracias a CATL, el mayor fabricante de baterías del mundo, por la producción en masa de la primera generación de baterías de iones de sodio en 2023.
La tecnología no se menciona en un informe de la Administración de Información Energética de Estados Unidos sobre tecnologías de almacenamiento en baterías.
En febrero de 2023, la empresa china HiNa Battery Technology Co., Ltd. colocó por primera vez una batería de iones de sodio de 120 Wh/kg en un coche eléctrico de pruebas. También en 2023, el fabricante de acumuladores de energía Pylontech obtuvo el primer certificado de batería de iones de sodio por TÜV Rheinland.

## Historia
El desarrollo de las baterías de iones de sodio tuvo lugar en los años setenta y principios de los ochenta. Sin embargo, en la década de 1990, las baterías de iones de litio habían demostrado ser más prometedoras comercialmente, lo que provocó un declive del interés por las baterías de iones de sodio. A principios de la década de 2010, las baterías de ion-sodio experimentaron un resurgimiento, impulsado en gran medida por el aumento del coste de las materias primas de las baterías de iones de litio.

## Principio de funcionamiento
Las baterías de iones de sodio constan de un cátodo basado en un material que contiene sodio, un ánodo (no necesariamente contiene sodio) y un electrolito líquido que contiene sales de sodio disociadas en disolventes polares próticos o apróticos. Durante la carga, los iones de sodio se desplazan del cátodo al ánodo, mientras que los electrones viajan por el circuito externo. Durante la descarga, se produce el proceso inverso.

## Comparación
Las baterías de iones de sodio tienen varias ventajas sobre las tecnologías de baterías con las que compite. En comparación con las baterías de iones de litio, las baterías de iones de sodio tienen un coste algo inferior, una densidad energética ligeramente inferior, mejores características de seguridad y características similares de suministro de energía.
En la tabla siguiente se compara la situación general de las baterías de iones de sodio frente a las dos tecnologías de baterías recargables establecidas actualmente en el mercado: la batería de iones de litio y  la batería de plomo y ácido recargable.
|                                                  | Batería de ion de sodio                                                           | Batería de ion de litio                         | Batería de plomo y ácido     |
| ------------------------------------------------ | --------------------------------------------------------------------------------- | ----------------------------------------------- | ---------------------------- |
| Coste por kWh de capacidad (dólares)             | 40–77 $                                                                           | 137 $ (media en 2020)                           | 100–300 $                    |
| Densidad de energía volumétrica                  | 250–375 W·h/L, basado en prototipos                                               | 200–683 W·h/L                                   | 80–90 W·h/L                  |
| Energía específica                               | 75–165 W·h/kg, basada en prototipos y anuncios de productos                       | 120–260 W·h/kg                                  | 35–40 Wh/kg                  |
| Ciclos al 80% de profundidad de descarga         | Entre cientos y miles                                                             | 3.500                                           | 900                          |
| Seguridad                                        | Riesgo bajo para baterías acuosas, riesgo alto para baterías de sodio en carbono. | Riesgo alto                                     | Riesgo moderado              |
| Materiales                                       | Abundante                                                                         | Escaso                                          | Tóxico                       |
| Estabilidad del ciclo                            | Alta (autodescarga insignificante)                                                | Alta (autodescarga insignificante)              | Moderada (alta autodescarga) |
| Eficiencia de ida y vuelta en corriente continua | Hasta el 92 %                                                                     | 85–95 %                                         | 70–90 %                      |
| Rango de temperatura                             | −20 °C a 60 °C                                                                    | Aceptable:−20 °C a 60 °C. Óptima: 15 °C a 35 °C | −20 °C a 60 °C               |

## Comercialización

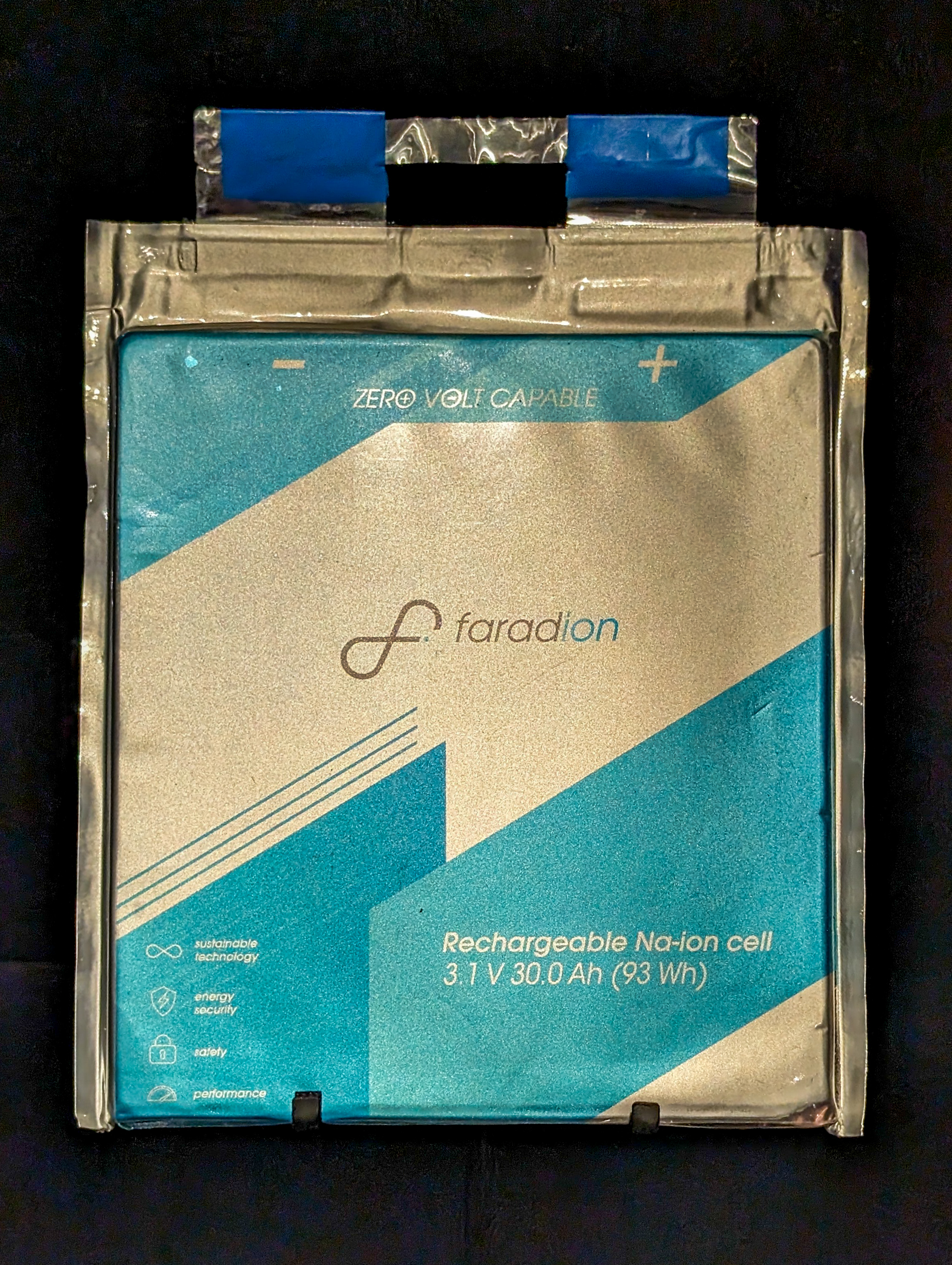
Batería de ión-sodio fabricada por Faradion

### Vehículos eléctricos
El Farasis Energy’s JMEV EV3 (Youth Edition) es el primer coche eléctrico equipado con baterías de sodio (sodio-ion). Ofrece una autonomía de 251 km. 
Dongfeng ha revelado el Nammi 01 EV, que lleva baterías de sodio de estado solido.

### Faradion Limited
Faradion Limited, es una filial de la india Reliance Industries. El diseño de sus células utiliza cátodos de óxido con ánodos de carbono duro y un electrolito líquido. Sus celdas tienen una densidad energética comparable a las de las baterías de iones de litio comerciales (160 Wh/kg a nivel de celda) con un buen rendimiento de hasta 3C y ciclos de vida de 300 (100 % de profundidad de descarga) a más de 1000 ciclos (80 % de profundidad de descarga). Sus paquetes de baterías han demostrado su uso en aplicaciones de bicicletas y scooters eléctricas. Han demostrado que pueden transportar pilas de iones de sodio en cortocircuito (a 0 V), lo que elimina los riesgos del transporte comercial de este tipo de pilas. Se ha asociado con AMTE Power plc (antes conocida como AGM Batteries Limited).
El 5 de diciembre de 2022, Faradion instaló su primera batería de iones de sodio para Nation en Nueva Gales del Sur, Australia.

### TIAMAT
TIAMAT surgió del CNRS/CEA y de un proyecto H2020 de la UE llamado NAIADES. Su tecnología se centra en el desarrollo de pilas cilíndricas de formato 18650 basadas en materiales polianiónicos. Consigue una densidad energética de entre 100 Wh/kg y 120 Wh/kg. La tecnología está destinada a aplicaciones en los mercados de carga y descarga rápidas. La densidad energética se sitúa entre 2 y 5 kW/kg, lo que permite un tiempo de carga de 5 minutos. La vida útil es de más de 5000 ciclos hasta el 80 % de la capacidad

### HiNA Battery Technology Company
HiNa Battery Technology Co., Ltd es una empresa derivada de la Academia China de Ciencias (CAS). Aprovecha la investigación realizada por el grupo del profesor Hu Yong-sheng en el Instituto de Física de la CAS. Las baterías de HiNa se basan en cátodos de óxido de Na-Fe-Mn-Cu y ánodos de carbono con antracita. En 2023, HiNa se asoció con JAC como la primera empresa en poner una batería de iones de sodio en un coche eléctrico, el Sehol E10X. HiNa también reveló tres productos de iones de sodio, la celda cilíndrica NaCR32140-ME12, la celda cuadrada NaCP50160118-ME80 y la celda cuadrada NaCP73174207-ME240, con densidades gravimétricas de energía de 140 Wh/kg, 145 Wh/kg y 155 Wh/kg respectivamente. En 2019, se informó de que HiNa instaló un banco de energía de baterías de iones de sodio de 100 kWh en China oriental.

### Natron Energy
Natron Energy, una empresa derivada de la Universidad de Stanford, utiliza análogos del azul de Prusia tanto para el cátodo como para el ánodo con un electrolito acuoso.

### Altris AB
Altris AB es una empresa derivada del Centro de Baterías Avanzadas Ångström, dirigido por la profesora Kristina Edström en la Universidad de Uppsala. La empresa ofrece un análogo patentado del azul de Prusia a base de hierro para el electrodo positivo de las baterías de iones de sodio no acuosas que utilizan carbono duro como ánodo.

### CATL
El fabricante chino de baterías CATL anunció en 2021 que sacaría al mercado una batería basada en iones de sodio para 2023.
Utiliza un análogo del azul de Prusia para el electrodo positivo y carbono poroso para el negativo. En su batería de primera generación afirmaban tener una densidad de energía específica de 160 Wh/kg. La empresa tiene previsto fabricar un paquete de baterías híbrido que incluya celdas de iones de sodio y de iones de litio.

## Baterías recargables de sodio
Los tipos son:
- Batería de sodio fundido:
  - Batería de sodio-azufre (Nas).
  - Batería de halogenuros metálicos de sodio o cloruro de sodio y níquel (Na-NiCl2 o batería Zebra).
- Baterías de iones de sodio (NaIB).